# Patrick Melrose
Patrick Melrose est une mini-série britannique en cinq épisodes, adaptée des romans semi-autobiographiques d'Edward St. Aubyn par David Nicholls. Elle a été diffusée le 12 mai 2018 sur Showtime aux États-Unis, sur Sky Atlantic au Royaume-Uni et The Movie Network au Canada.

## Synopsis
Enfant unique d'une riche famille aristocratique dysfonctionnelle avec un père tyrannique et abusif et une mère alcoolique, Patrick Melrose est un homme déséquilibré menant une vie oisive sans réel intérêt ni objectif. Hanté par cette jeunesse douloureuse et surtout par son père, il tente tant bien que mal de survivre à ses traumatismes en se réfugiant dans toutes formes de drogues (alcool, héroïne, cocaïne...). Mais à la suite de la mort de son père et d'une tentative de suicide, il décide de se prendre en main en affrontant ses démons intérieurs pour essayer, non sans difficulté, de se libérer de ses multiples addictions et de ce passé qui l'empêche d'aller de l'avant ; un combat qui lui prendra des années.

## Distribution
- Benedict Cumberbatch (VF : Gilles Morvan) : Patrick Melrose
- Hugo Weaving : David Melrose, le père de Patrick
- Jennifer Jason Leigh : Eleanor Melrose, la mère de Patrick
- Jessica Raine : Julia
- Pip Torrens : Nicholas Pratt
- Anna Madeley (VFB : Delphine Moriau) : Mary, la femme de Patrick
- Prasanna Puwanarajah : Johnny Hall
- Holliday Grainger : Bridget Watson Scott
- Dainton Anderson : Thomas Melrose, le fils cadet de Patrick
- Guy Paul : Cousin Henry
- Declan Rodgers : Kevin
- Marcus Smith : Robert Melrose, le fils aîné de Patrick
- Amanda Root : Virginia Watson Scott
- Bruce Johnson : un officier de police
- Naoko Mori : Dr Pagazzi
- Margo Stilley : Cindy Smith
- Allison Williams : Marianne
- Indira Varma : Anne Moore
- Celia Imrie : Kettle
- Blythe Danner : Nancy
- Morfydd Clark (VFB : Sandrine Henry) : Debbie Hickman

## Production
En février 2017, il est annoncé que Benedict Cumberbatch sera producteur et interprète de l'adaptation en série télévisée de la série de romans Patrick Melrose écrite par Edward St Aubyn, pour une diffusion sur Showtime aux Etats-Unis et Sky Atlantic au Royaume-Uni. Les cinq épisodes sont scénarisés par David Nicholls et réalisés par Edward Berger. En juillet 2017, d'autres noms sont ajoutés au casting, avec Jennifer Jason Leigh et Hugo Weaving pour incarner les parents de Patrick Melrose et Anna Madeley dans celui de sa femme, rejoints en août par Allison Williams et Blythe Danner, pour un tournage devant débuter en octobre à Glasgow,,.

## Épisodes
La diffusion de la mini-série a eu lieu entre le 12 mai et le 9 juin 2018 sur Showtime.
| N° | Titre | Réalisation   | Scénario       | Diffusion   | Audience                             |
| -- | --- | ------------- | -------------- | ----------- | ------------------------------------ |
| 1  | Mauvaise nouvelle Bad News | Edward Berger | David Nicholls | 12 mai 2018 | États-Unis : 219 000 téléspectateurs |
| 1  | 1982. Patrick Melrose, alors sous l'effet de l’héroïne, apprend par téléphone que son père est décédé et qu'il doit récupérer ses cendres à New York. À la suite de cette nouvelle, il annonce à Julia, une des femmes de sa vie, qu'il va arrêter la drogue. Mais en raison de souvenirs visiblement désagréables en lien avec son père, il en sera incapable. Les trois jours qu'il passe en Amérique suivent le rythme des différentes drogues qu'il prend pour calmer ses démons intérieurs, révélant ainsi sa personnalité dépressive et suicidaire. Durant ce séjour, il revoit des amis et admirateurs de son père, dont Nicholas. Désespéré, Patrick finit par appeler son ami Johnny. |               |                |             |                                      |
| 2  | Peu importe Never Mind | Edward Berger | David Nicholls | 19 mai 2018 | États-Unis : 186 000 téléspectateurs |
| 2  | De retour à Londres après son séjour à New York, Patrick est en pleine crise de manque. Alors que ses amis Johnny et Julia veillent sur lui, il se remémore la source de son mal-être et de ses addictions : des vacances dans la maison familiale dans le sud de la France, alors qu'il avait 8 ans, quand son père, David Melrose, violent et manipulateur, a commencé à abuser de lui en présence de sa mère alcoolique et impuissante et des amis de la famille, dont le parrain de Patrick, Nicholas. |               |                |             |                                      |
| 3  | Une lueur d'espoir Some Hope | Edward Berger | David Nicholls | 26 mai 2018 | États-Unis : 236 000 téléspectateurs |
| 3  | 1990. Patrick parvient à contrôler ses addictions et s'est isolé de son ancienne vie depuis quelque temps. Mais il est sommé par Nicholas de venir à une réception mondaine où sera présente la princesse Margaret. Le retour de Patrick parmi les aristocrates, leurs faux semblants et leurs manières snobes et hautaines le renvoie à ses traumatismes d'enfance. À cette soirée où il se rend avec Johnny, il revoit notamment Julia et un ancien dealer qu'il avait croisé pendant ses trois jours à New York désormais reconverti en musicien. Il fait aussi la connaissance de Mary. |               |                |             |                                      |
| 4  | Le Goût de la mère Mother's Milk | Edward Berger | David Nicholls | 2 juin 2018 |                                      |
| 4  | 2003. Patrick, devenu avocat, passe une partie de l'été dans la maison familiale en France avec sa femme Mary et leurs deux fils. Il y retrouve sa mère Eleanor, gravement malade, qui lui annonce son intention de léguer la maison et sa fortune à une fondation New Age. Patrick vit ce déshéritement comme une trahison et un abandon. Des sentiments de haine et de rancœur vis-à-vis de sa mère font alors surface, s'ajoute le souvenir du père qui le hante toujours. Tout cela laisse ressurgir ses tendances autodestructrices mettant à mal sa vie maritale et son rôle de père. |               |                |             |                                      |
| 5  | Enfin At Last | Edward Berger | David Nicholls | 9 juin 2018 |                                      |
| 5  | Avril 2005. Patrick retrouve Mary, dont il est séparé, pour l'enterrement de sa mère. Entre-temps, il a été interné de son plein gré dans un centre de désintoxication à la suite d'un delirium tremens. On apprend également que David Melrose avait aussi abusé d'autres enfants que son fils mais qu'Eleanor refusait d'y croire. Durant les funérailles de celle-ci, Patrick est confronté au ressentiment qu'il éprouve à l’égard de sa mère qui n'a pas su le protéger enfant mais dont tous louent la belle personnalité et les bonnes actions. Il doit aussi supporter le dernier admirateur encore en vie de son père, Nicholas, dont il apprendra finalement la mort le soir même. Enfin, les comportements addictifs de Patrick semblent s'être estompés. Son fils aîné et sa femme lui proposent de revenir dîner à la maison. |               |                |             |                                      |